# Кленове (Сумський район)
Клено́ве (до 2024 року — Першотравне́ве) — село в Україні, у Миколаївській селищній громаді Сумського району Сумської області. Населення становить 30 осіб. До 2018 року орган місцевого самоврядування — Супрунівська сільська рада.

## Географія
Село Кленове розташоване за 57 км від обласного центру, 26 км від адміністративного центру селищної громади, 1,5 км від правого берега річки Бобрик. За 1,5 км розташоване сусідні села Супрунівка, Садове та селище Лідине.

## Назва
19 вересня 2024 року Верховна Рада підтримала перейменування села Першотравневе на Кленове. 26 вересня 2024 року перейменування набуло чинності.

## Історія
Село постраждало внаслідок геноциду українського народу, проведеного урядом СРСР у 1932—1933 та 1946—1947 роках.
3 1923 року село перебувало у складі Білопільського району.
18 серпня 2016 року, в ході децентралізації, Супрунівська сільська рада об'єднана з новоутвореною Миколаївською селищною громадою Білопільського району.
12 червня 2020 року, відповідно до розпорядження Кабінету Міністрів України № 723-р «Про визначення адміністративних центрів та затвердження територій територіальних громад Сумської області», село увійшло до складу Миколаївської селищної громади.
19 липня 2020 року, в результаті адміністративно-територіальної реформи та ліквідації Білопільського району, село увійшло до складу новоутвореного Сумського району.